# Metaphalangium
Metaphalangium is een geslacht van hooiwagens uit de familie Phalangiidae (Echte hooiwagens).
De wetenschappelijke naam Metaphalangium is voor het eerst geldig gepubliceerd door Roewer in 1911. 

## Soorten
Metaphalangium omvat de volgende 14 soorten:
- Metaphalangium abruptus
- Metaphalangium abstrusus
- Metaphalangium albiunilineatum
- Metaphalangium bispinifrons
- Metaphalangium cirtanum
- Metaphalangium leiobuniformis
- Metaphalangium monticola
- Metaphalangium orientale
- Metaphalangium punctatus
- Metaphalangium spiniferum
- Metaphalangium spinipes
- Metaphalangium strandi
- Metaphalangium sudanum
- Metaphalangium tuberculatum